# Oberlübber Bergsee
Der Oberlübber Bergsee oder Blaue See (auch Bergsee Oberlübbe) ist ein See im Wiehengebirge unweit des Bröderhauser Berges. Er ist 167 m lang und bis zu 50 m breit bei einem Umfang von etwa 400 m. Daraus ergibt sich eine Fläche von rund 0,8 ha. Er liegt rund 200 m ü. NN und befindet sich auf dem Gebiet der Ortschaft Oberlübbe der Gemeinde Hille im ostwestfälischen Kreis Minden-Lübbecke. Der See und das umgebende Gelände befinden sich in Privatbesitz.
Der See liegt in einem aufgelassenen Steinbruch, der sich nach Ende des Abbaus mit Grundwasser und einfallendem Oberflächenwasser füllte.
Der See ist der größte Bergsee des Wiehengebirges und einer der nördlichsten Bergseen des deutschen Mittelgebirgsraumes. Zudem ist er der höchstgelegene See des Kreises.
Im Jahre 2012 spielte der See eine Rolle in einem ungeklärten Tötungsdelikt. Aus diesem Grund und aufgrund steil abfallender Felswände ist das Betreten des Geländes auch seitens der Eigentümer untersagt. Widerrechtliches Betreten führt nach einer unbestätigten Zeitungsmeldung zu einer Anzeige.
2020 wurde nach wochenlanger ergebnisloser Suche der Leichnam einer vermissten Person aus dem See geborgen.